# Hsen Hsu Hu

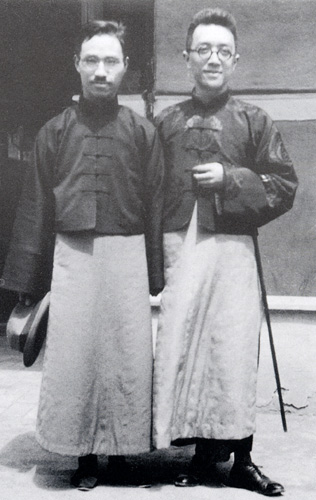
Hsen Hsu Hu (à esquerda) junto a Hu Shih.

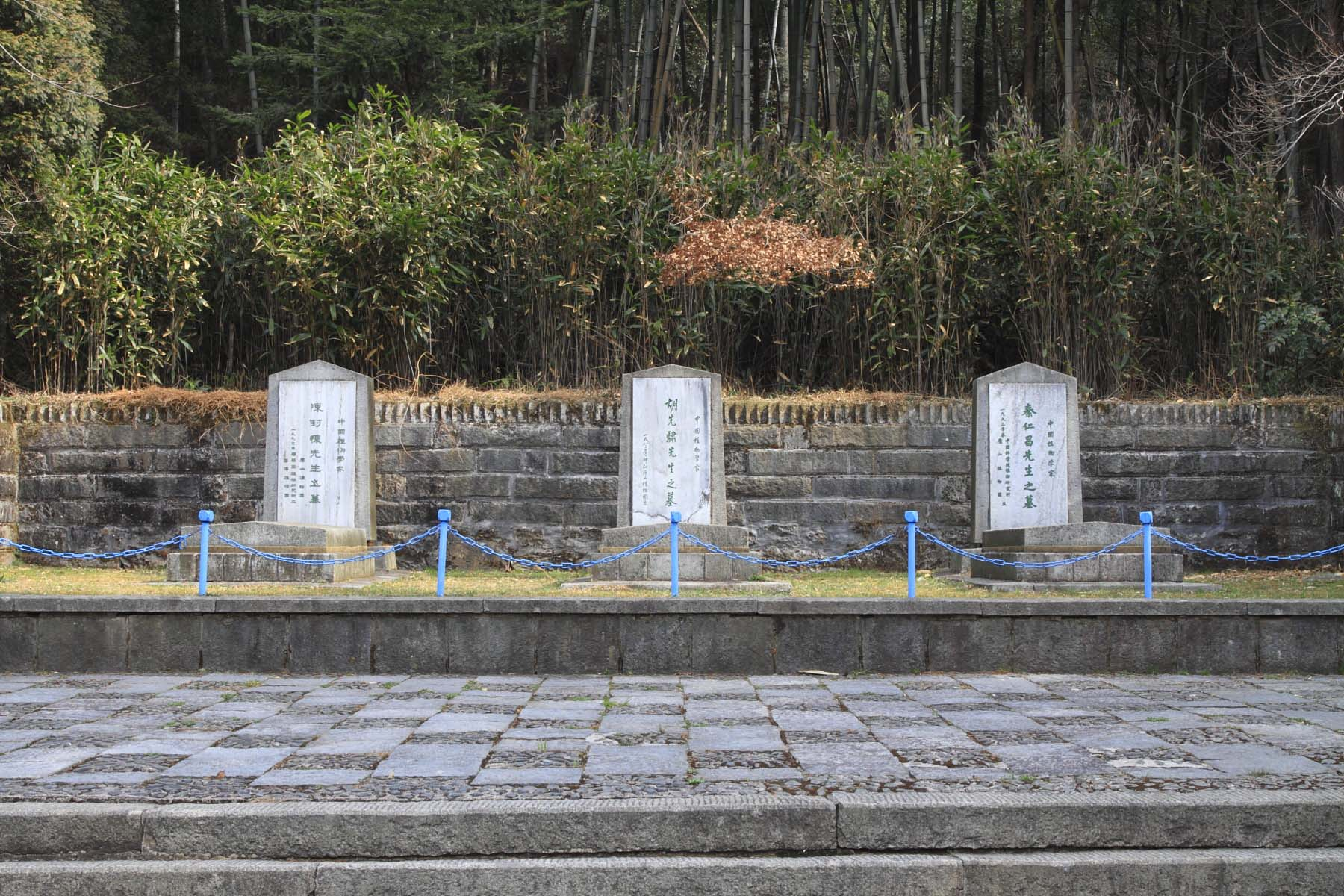
"Túmulo dos Três Anciãos", local de sepultamento de Chen Fenghuai (esquerda), Hu Xiansu (centro) e Ren-Chang Ching (direita) no Jardim Botânico de Lushan.

Hsen Hsu Hu, Hu Hsien-Hsu ou Hu Xiansu (Pequim , 20 de abril de 1894 — Beijing, 16 de julho de 1968), chinês tradicional: 胡先驌, chinês simplificado: 胡先骕, pinyin: Hú Xiānsù, foi um botânico e um influente académico tradicional do seu tempo. Foi o fundador da taxonomia vegetal na China e um pioneiro da investigação moderna em botânica e paleobotânica naquele país. É também conhecido por ser cofundador do periódico científico Xueheng (学衡 O Jornal de Análise Crítica).

## Biografia
Hu Xiansu concluiu o curso preparatório na Universidade Imperial de Pequim em 1909. Em 1912, após a Revolução de 1911, foi para os Estados Unidos da América e licenciou-se na Universidade da Califórnia, Berkeley em 1916. Em 1918, tornou-se membro do corpo docente da Escola Normal Superior Nacional de Nanquim e da Universidade Nacional do Sudeste (mais tarde rebaptizada Universidade Central Nacional e Universidade de Nanquim). Em 1923, foi novamente para a América e obteve o grau de doutor pela Universidade de Harvard em 1925.
A sua esposa morreu em Nanquim em 1926, pelo que se demitiu do Departamento de Biologia da Universidade do Sudeste e tornou-se investigador a tempo inteiro no Instituto de Biologia da Sociedade de Ciências da China. Co-fundou o Instituto Memorial Fan de Biologia em Beiping (Pequim) em 1928. Co-fundou o Jardim Botânico de Lushan em 1934, juntamente com Ren-Chang Ching e Chen Fenghuai, e  em 1938 fundou também o Instituto de Agricultura e Florestas de Yunnan (mais tarde rebaptizado Instituto de Botânica de Kunming da Academia Chinesa de Ciências).
Juntamente com os seus colegas da Sociedade de Ciências da China, Hu foi um dos principais dirigentes do primeiro instituto de investigação biológica do país e desempenhou um papel importante na fundação da Sociedade Botânica da China. Estabeleceu a primeira plantação para investigação botânica no Monte Lu, em Jiujiang, e iniciou ou efectuou um levantamento em grande escala da flora da China.
Entre 1940 e 1944, foi o presidente fundador da Universidade Nacional de Chung Cheng (rebaptizada Universidade Nacional de Nanchang em 1949). Na década de 1940, desempenhou um papel fundamental, juntamente com Wan Chun Cheng, na identificação da existência moderna do género Metasequoia, um feito amplamente considerado como a maior descoberta da botânica no século XX, também co-nomeando a espécie recém-descoberta Metasequoia glyptostroboides, anteriormente conhecida apenas a partir de fósseis, em Sichuan, China.
Na década de 1950, as doutrinas anti-mendelianas de Trofim Lysenko em genética dominavam a ciência biológica e as práticas agrícolas na China. Nesse ambiente, Hu criticou abertamente a doutrina de Lysenko, declarando-a como pseudociência. Por este facto, Hu foi denunciado publicamente e o livro de texto que escreveu com material relacionado foi proibido. Mais tarde, Hu não foi eleito académico da Academia Chinesa de Ciências, apesar dos seus numerosos contributos, facto atribuído à sua oposição ao lisenkoísmo.
Entre 1950 e 1968, trabalhou como investigador no Instituto de Taxonomia Vegetal e no Instituto de Botânica da Academia Chinesa de Ciências. 
Em plena Revolução Cultural (1966-1976), em maio de 1968, Hu foi informado pelo seu local de trabalho que o seu salário tinha sido "suspenso". A sua casa foi repetidamente saqueada e os livros, caligrafias e pinturas que tinha coleccionado ao longo da vida foram confiscados pelo local de trabalho. Hu teve de suportar repetidas sessões de luta, durante as quais lhe foi ordenado que envergasse a bandeira do Kuomintang para assinalar a sua relação com o passado.  Em 15 de julho, foi notificado para se deslocar ao seu local de trabalho no dia seguinte para participar em sessões de luta prolongadas. Na madrugada de 16 de julho de 1968, Hu foi encontrado morto na sua cama, após ter sofrido um enfarte do miocárdio.
O funeral oficial de Hu teve lugar no Cemitério Revolucionário de Babaoshan em 15 de maio de 1979. Foi enterrado no Jardim Botânico de Lushan, no Monte Lu, em 15 de maio de 1984.

## Publicações
- Com Ren Chang Ching (1898-1986), Icones filicum sinicarum 1930.
- Com Woon Young Chun (1890-1971), Icones plantarum sinicarum 1927-1937.